# Kalifornische Washingtonpalme

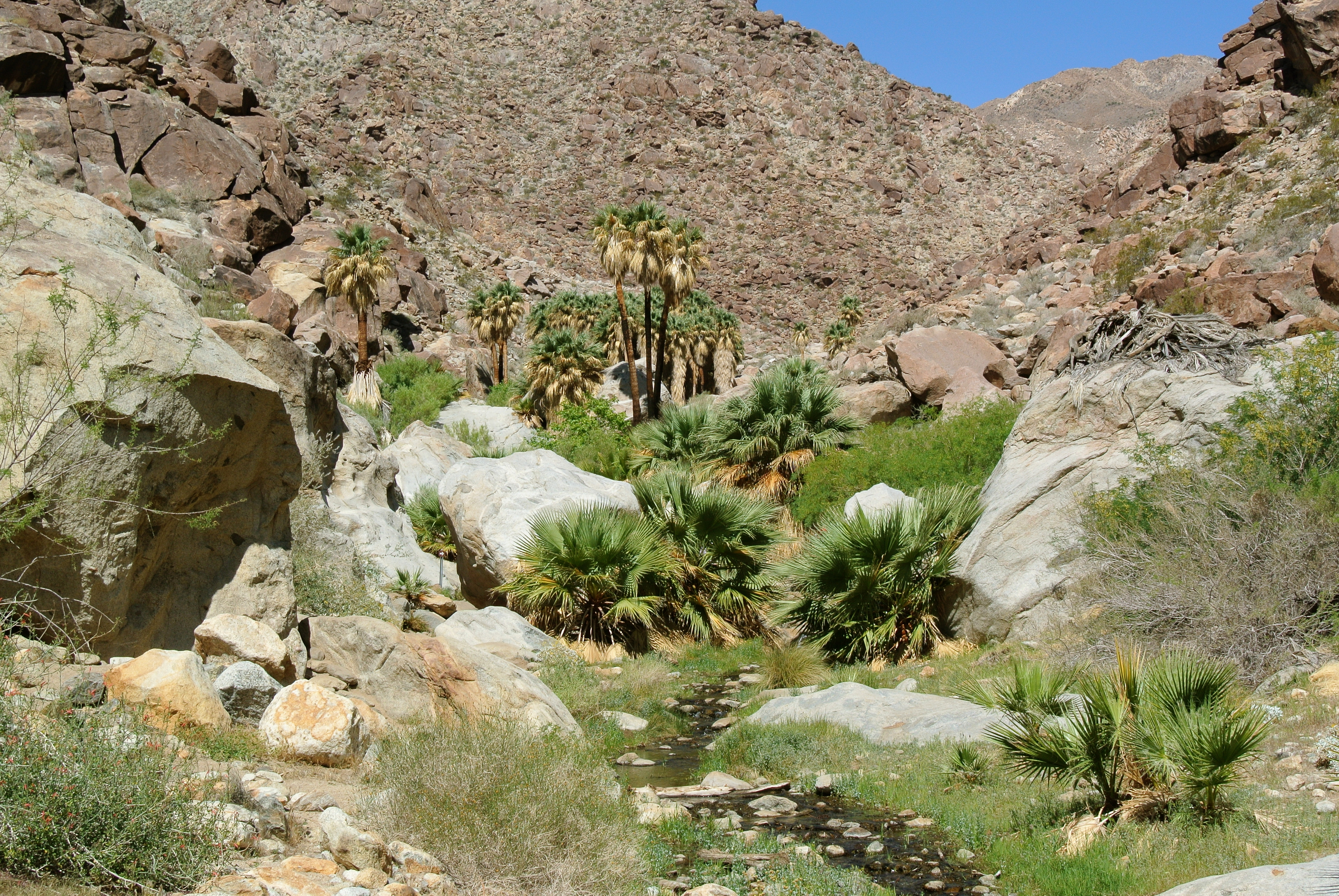
Washingtonia filifera im Anza-Borrego Desert State Park

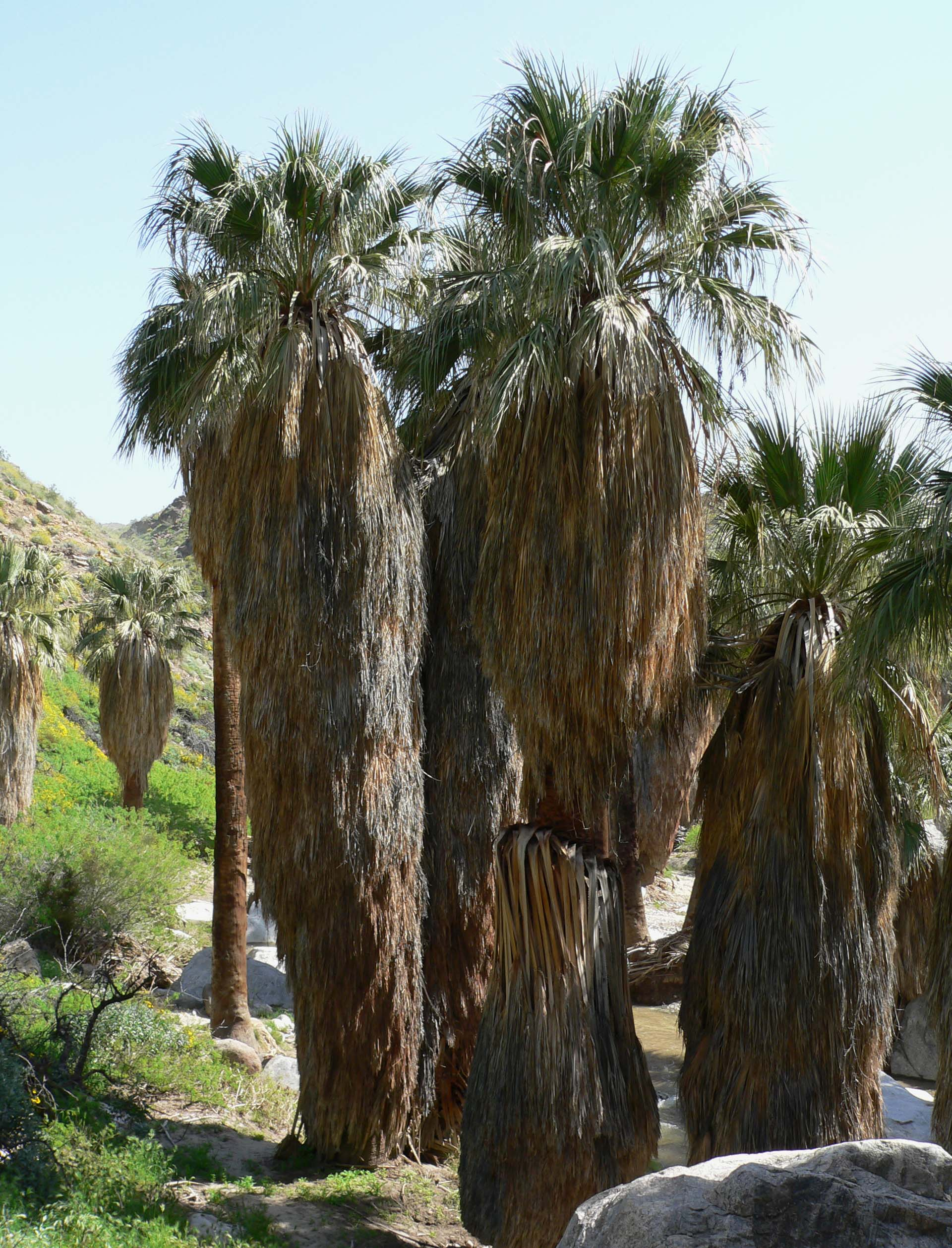
Washingtonia filifera im Palm Canyon, Kalifornien

Die Kalifornische Washingtonpalme (Washingtonia filifera), auch Fädige Washingtonie ist eine in Nordamerika heimische Palmenart. Sie ist in subtropischen Gebieten eine häufig angepflanzte Fächerpalme.

## Merkmale
Der Stamm wird bis 18 m hoch und erreicht einen Durchmesser von 90 bis 120 cm. Die Basis ist geschwollen. Der Stamm ist grau und im älteren Bereich schmal rissig, ansonsten braun bis rotbraun. Der Stamm ist unterhalb der Krone von einem Kleid aus toten Blättern umgeben, das manchmal die ganze Stammlänge bedeckt, was wie ein (Priester-)Rock aussieht. Von daher stammt die Bezeichnung „Petticoat-Palme“ bzw. Priesterpalme. Bei Zierpflanzen werden diese Blätter häufig entfernt.
Die Blätter sind 1,8 bis 2,4 m breit, fächerförmig und von gelblich-grüner bis silberner oder grau-grünlicher Farbe. Der Blattstiel ist 1,8 m lang und am Rand mit scharfen Zähnen bewehrt. Die Spreite ist meist bis über die Hälfte in Segmente geteilt. Die Segmente sind hängend an der Spitze. Zwischen den Segmenten stehen weißliche Fäden. Von diesen Fäden rührt das Art-Epitheton filifera her, das „die Fädentragende“ bedeutet.
Die Blütenstände stehen zwischen den Blättern und überragen diese deutlich. Die Blüten sind zwittrig und weißlich. Die Früchte sind dunkelbraun bis schwarz. Die Fruchtstände hängen deutlich unterhalb der Krone.

## Verbreitung und Standorte
Die Art ist in Kalifornien, im Westen von Arizona und im Nordosten von Baja California heimisch. Sie wächst hier entlang von Bächen und arroyos sowie bei Quellen.

## Nutzung
Die Art ist eine beliebte Zierpflanze. Sie ist in trockenen Gebieten kältehart in den USDA-Klimazonen 7 bis 11. Sie ist für mediterranes Klima besser geeignet als für feuchte tropische Bedingungen.
In Kultur sind Hybriden mit Washingtonia robusta häufig, die die Kälteresistenz von Washingtonia filifera mit der Eleganz von Washingtonia robusta verbinden. Sie werden als Washingtonia filibusta bezeichnet.